# St Paul’s Square (Birmingham)

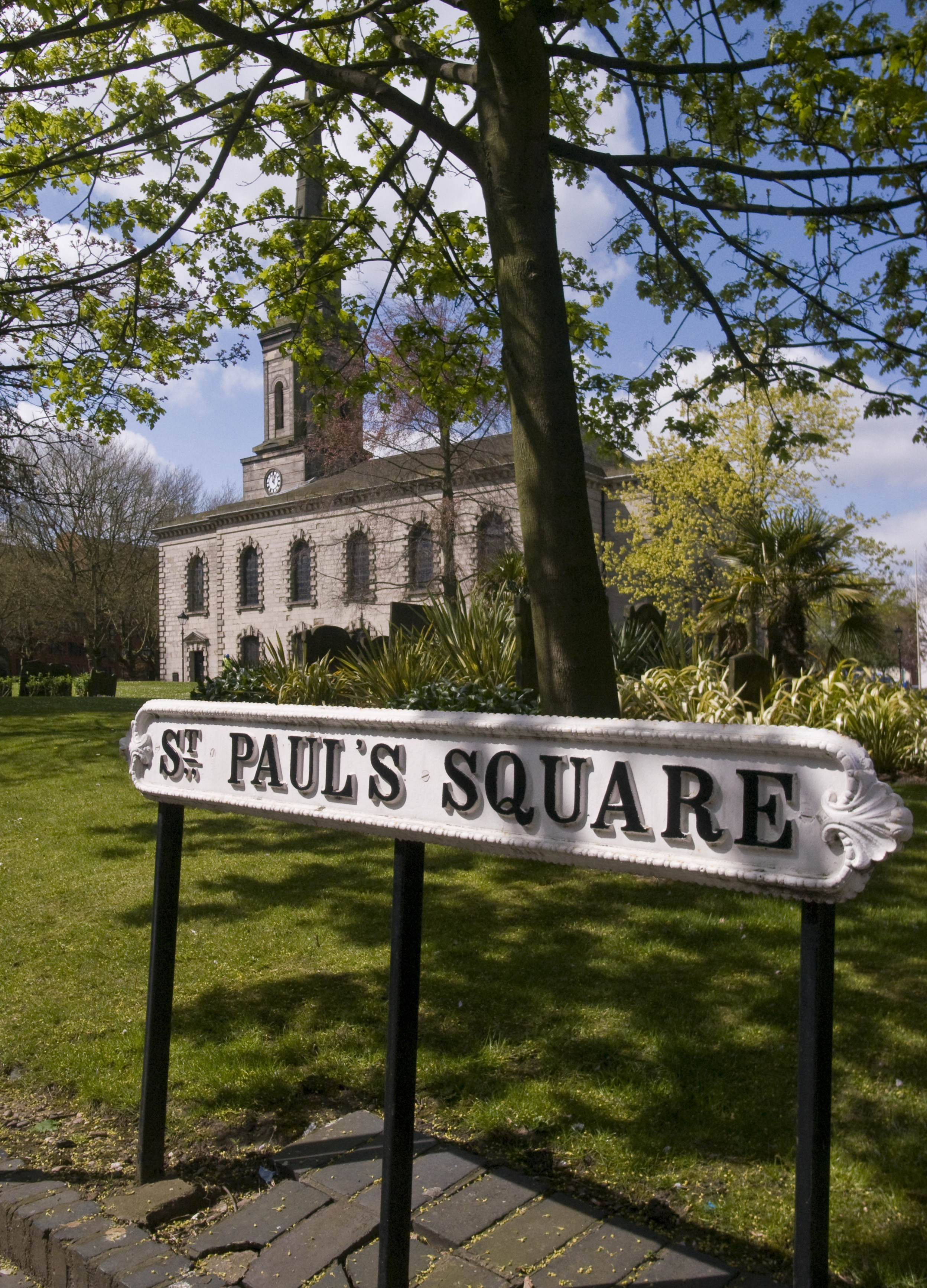
St Paul’s Church im Zentrum des Platzes

St Paul’s Square, ist ein georgianischer Platz im Jewellery Quarter in Birmingham, England, benannt nach der in seinem Zentrum stehenden Kirche. Er ist der letzte erhaltene georgianische Platz in der Stadt.
In den Jahren 1777–1779 auf dem Gut Newhall der Familie Colmore erbaut, wurde er in der Mitte des 19. Jahrhunderts zu einem eleganten und beliebten Ort, ehe er einige Dekaden später von Werkstätten und Fabriken verschluckt wurde, wobei Fassaden einiger bestehender Gebäude abgerissen wurden, um Platz für Läden und Fabrikeingänge zu schaffen. In den 1970er Jahren wurde der Platz restauriert, und viele seiner Gebäude sind nun als „besonders bedeutende“ Baudenkmäler eingestuft.
Heute ist der St Paul’s Square ein belebter Platz zum Wohnen, Arbeiten und Ausgehen. Neben zahlreichen Cafés, Bars und Restaurants, die ihn umrahmen, wurden einige Wohngebäude in seiner Umgebung errichtet. Das neueste darunter – betrieben von Chord Development – hat 148 Wohneinheiten und weist neben zwei neuen Flügeln eines alten Fabrikgebäudes einen vom preisgekrönten Landschaftsarchitekten Alan Gardner gestalteten Gemeinschaftshof auf.
Ebenfalls auf dem St Paul’s Square befindet sich der 1859 gegründete St Paul’s Club – der älteste und exklusivste Privatklub in den englischen Midlands. Gleich nebenan hat die Royal Birmingham Society of Artists ihre Galerie- und Büroräume.
Der Platz ist über St Paul’s tram stop an den öffentlichen Nahverkehr angebunden.

## St Paul’s Church

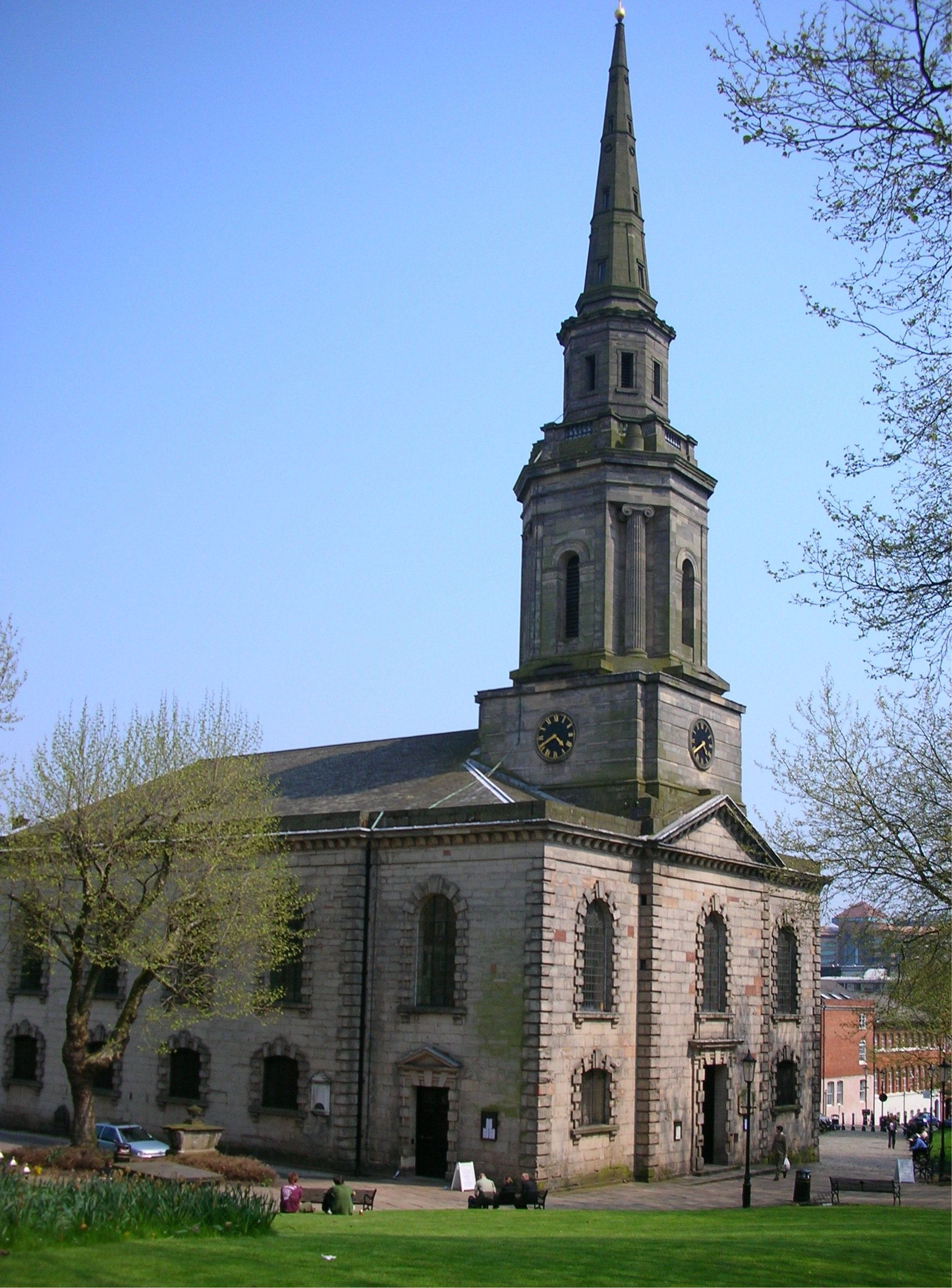
St Paul’s Church

Gebaut ab 1777 nach Plänen von Roger Eykyn aus Wolverhampton auf einem von Charles Colmore vermachten Grundstück, wurde die Kirche 1779 eingeweiht. Sie war die Kirche der ersten Fabrikanten und Händler Birminghams – sowohl Matthew Boulton als auch James Watt hatten ihr eigenes Gestühl darin, welches damals käuflich war.
Die Kirche hat einen rechteckigen Grundriss und ähnelt St Martin in the Fields in London. Sie ist als „Bauwerk von außerordentlicher, teilweise internationaler Bedeutung“ klassifiziert.
Die Turmspitze wurde 1823 von Francis Goodwin hinzugefügt. Am Ostfenster befindet sich eine emaillierte Glasmalerei von 1791, auf welcher die Bekehrung des Paulus dargestellt ist.

## Gastronomie
Der St Pauls Square ist ein sehr belebter Platz und Zentrum des Nachtlebens sowie der Gastronomie im Jewellery Quarter.

## Galerie

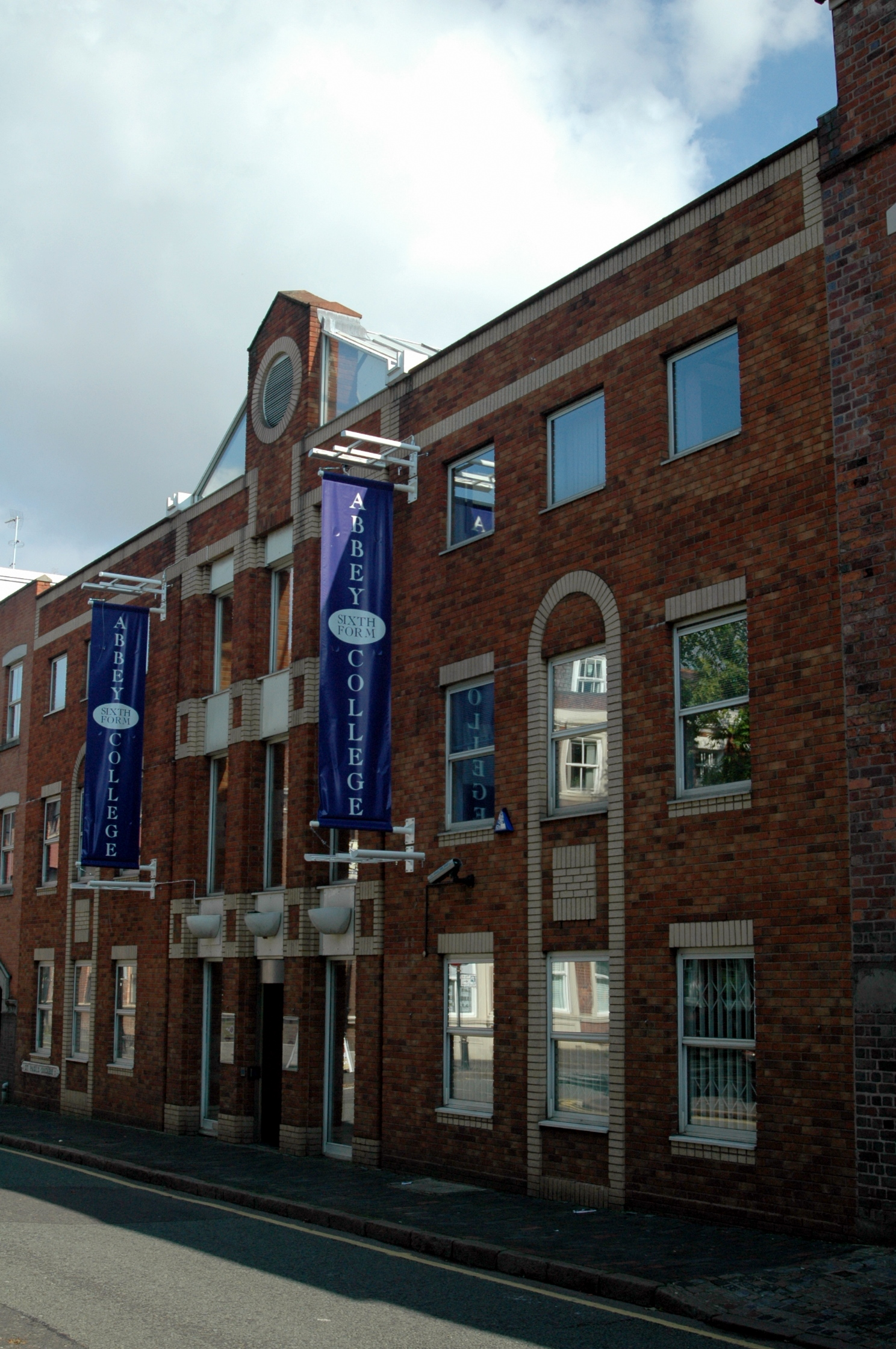
St Pauls Square Nr. 10: Abbey College
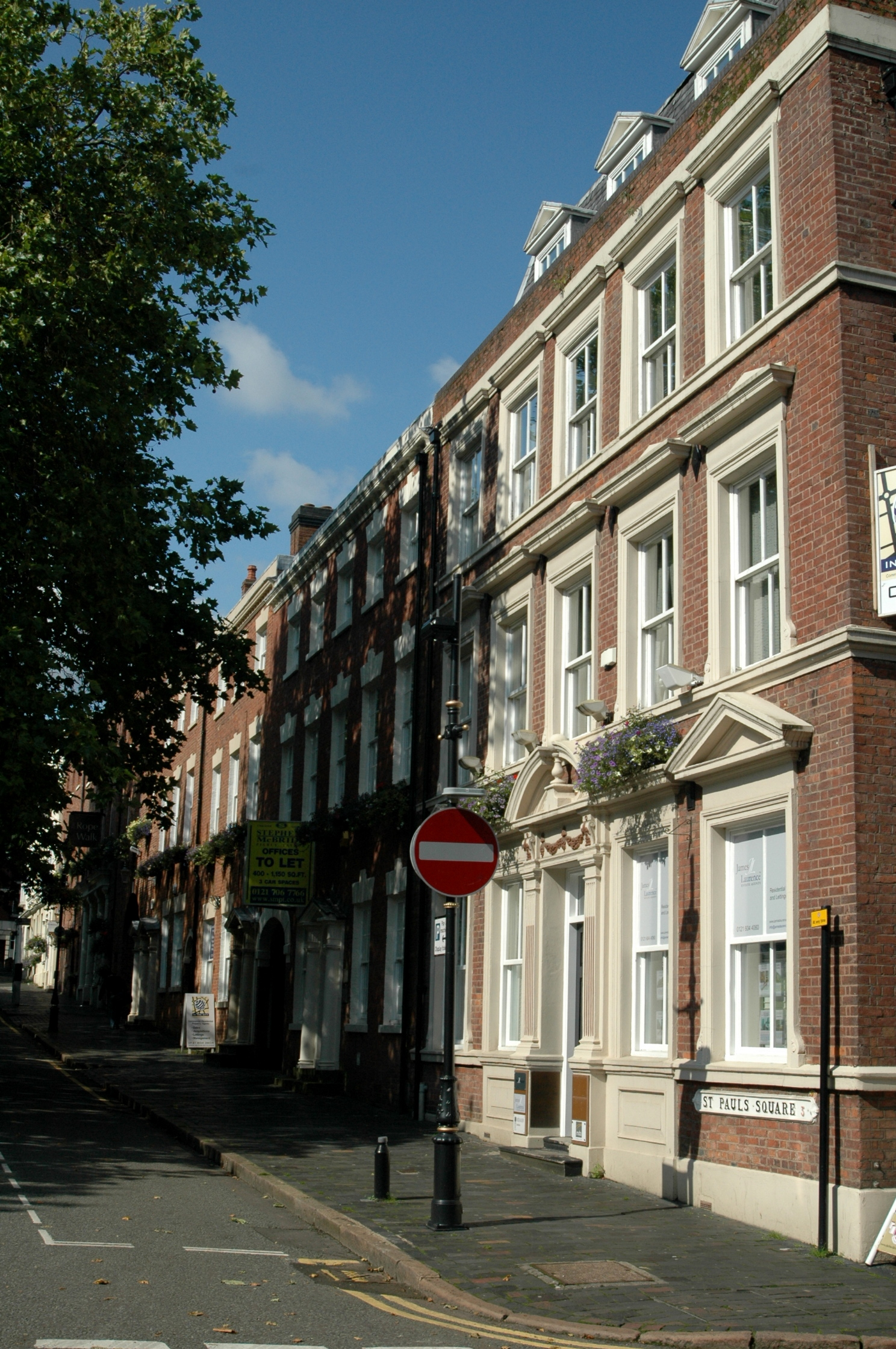
St Pauls Square Nr. 11–14 (rechts nach links):  „besonders bedeutende“ Baudenkmäler
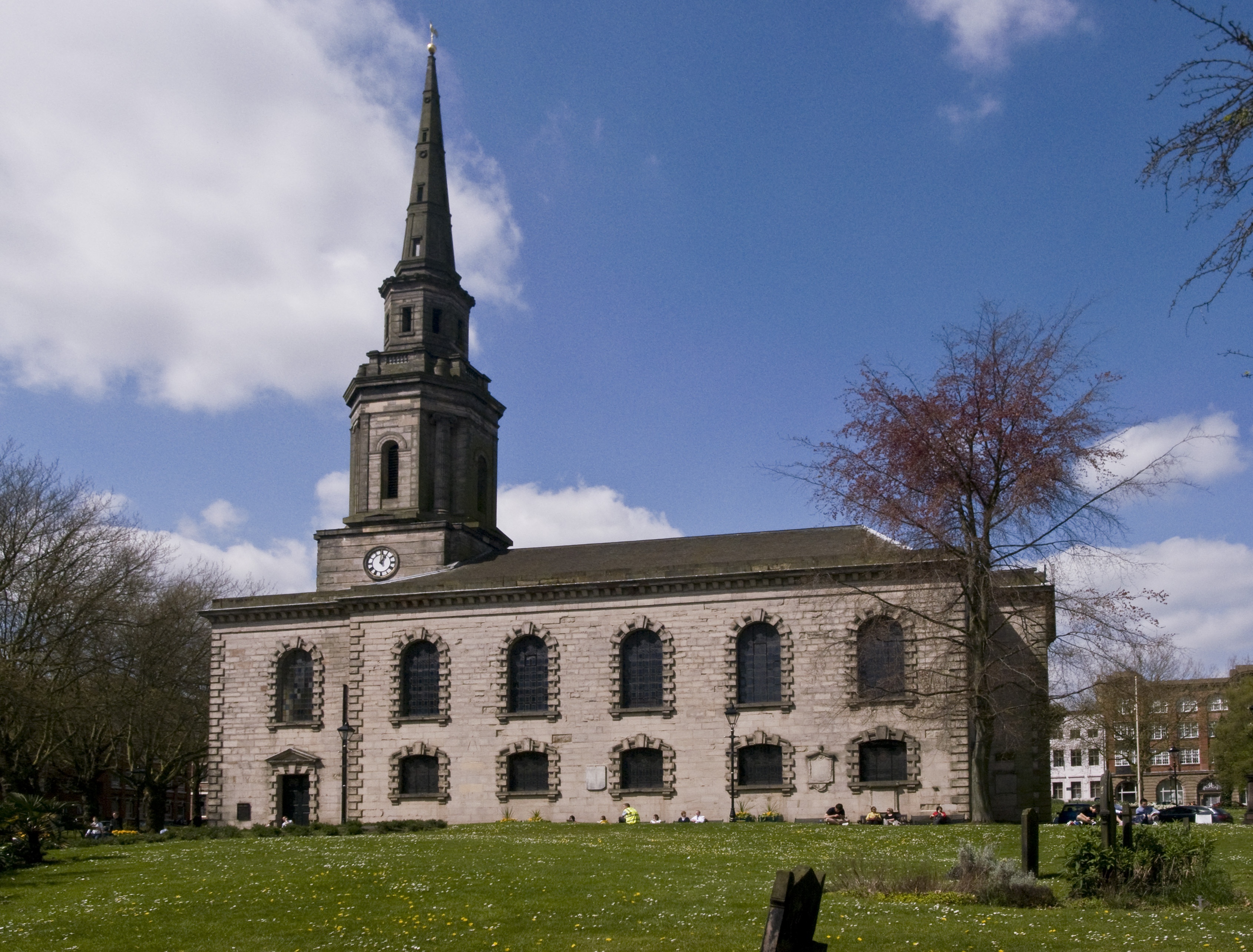
St Paul’s Church: „außerordentlich bedeutendes“ Baudenkmal.